# Pulsatrix
Pulsatrix és un gènere d'ocells de la família dels estrígids (Strigidae) originaris d'Amèrica Central i del Sud, des del Mèxic fins a l'Argentina.

## Taxonomia
Segons la classificació del Congrés Ornitològic Internacional (versió 13.1, 2023), aquest gènere està format per 3 espècies:
- gamarús cellagroc (Pulsatrix koeniswaldiana).
- gamarús de collar (Pulsatrix melanota).
- gamarús d'ulleres (Pulsatrix perspicillata).